# Шапка-невидимка
Шапка-невидимка — чарівний атрибут одягу в казках багатьох народів світу. Поширена в російській та старослов'янській народній творчості. Володіє чарівною властивістю робити невидимим того, хто її одягає.

## Згадування у стародавніх міфах і легендах

### Стародавня Греція

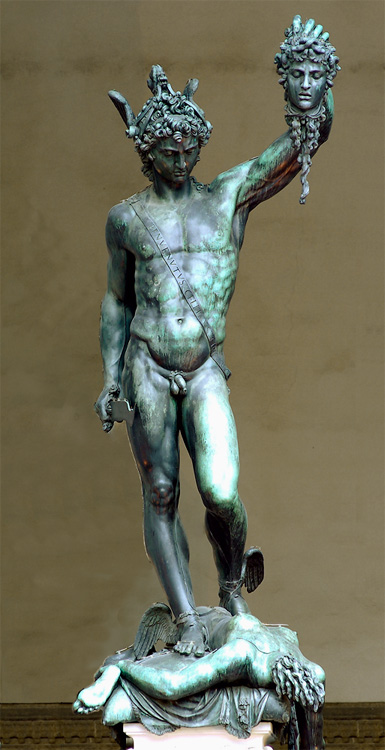
Персей відрубав голову смертній Медузі Горгоні

Також відома як шапка Аїда, шолом Аїда, або шолом темряви. Але не лише Аїд її носив. Богиня мудрості Афіна використовувала її в Троянській війні. Герой грецьких міфів Персей після того, як відрубав голову смертної Медузи Горгони, від інших горгон зник за допомогою шапки-невидимки, сховавши голову Медузи в заплічну сумку.

### Англійський аналог
У британському циклі про Короля Артура маг Мерлін після смерті стає хранителем 13 скарбів, серед яких — Мантія-невидимка. Та ж мантія фігурує в циклі книг про Гаррі Поттера.